# Zaglyptus divaricatus
Zaglyptus divaricatus là một loài tò vò trong họ Ichneumonidae.